# 保安幹部訓練大隊
保安幹部訓練大隊（ほあんかんぶくんれんだいたい）は、連合軍軍政期の北朝鮮地区の防衛組織。後に人民集団軍となり、最終的に朝鮮人民軍へと改組された。

## 概要
北朝鮮地区では、1945年中に保安隊という治安維持のための組織が出来ていた。しかし、保安隊だけでは心許なく、また鉄道輸送の安全を確保するために、1946年1月11日に「鉄道保安隊」が保安隊とは別に設けられた。
その後、鉄道保安隊は拡充され、同年8月15日に「解放1周年」を記念して「保安幹部訓練大隊」へと改組された。相前後して、士官学校として「中央保安幹部学校」「平壌学院」が設置され、幹部が養成された。9月にはソ連軍事顧問団（団長：スミルノフ少将）が到着し、将校の訓練と正規軍編成を支援した。
大隊部には、大隊本部、警衛隊、平壌学院、航空学校、3個の訓練所から編成された。
司令官は崔庸健が就くなど、金日成派で固められた。

## 幹部
- 司令官 - 崔庸健（満州派）
- 副司令官兼文化副司令官 - 金一（満州派）
- 砲兵副司令官 - 武亭（延安派）
- 後方副司令官 - 崔弘極（ソ連派）
- 総参謀長 - 安吉（満州派）
- 作戦部長 - 柳新（延安派）
- 幹部部長 - 趙勲（延安派）
- 通信部長 - 朴英順（満州派）
- 通信副部長 - 李青松（ソ連派）
- 工兵部長 - 黄虎林（ソ連派）
- 工兵副部長 - 朴吉南（ソ連派）
- 偵察部長 - 崔遠（ソ連派）
- 隊列部長 - 文宗穆
- 検察部長 - 金学仁（ソ連派）
- 政治保衛部長 - 朴應翼（国内共産主義者）
- 総司令部顧問 - イヴァン・スミルノフ（ロシア語版）少将
- 中央保安幹部学校（朝鮮語版）校長- 朴孝三（延安派）
- 第1所文化部所長 - 徐哲
- 第2所所長 - 姜健
- 第3所所長 - 崔賢